# Lech Dzienis
Lech Jerzy Dzienis (ur. 11 czerwca 1952 w Krakowie) – polski inżynier i nauczyciel akademicki, profesor nauk technicznych, rektor Politechniki Białostockiej w kadencjach 2012–2016 i 2016–2020.

## Życiorys
W 1976 ukończył studia na Wydziale Budownictwa Lądowego Politechniki Łódzkiej, w 1983 uzyskał doktorat w zakresie nauk technicznych w Moskiewskim Instytucie Inżynieryjno-Budowlanym. W 1993 na Politechnice Krakowskiej na podstawie rozprawy Niezawodność wiejskich systemów zaopatrzenia w wodę uzyskał stopień doktora habilitowanego nauk technicznych w zakresie inżynierii środowiska ze specjalnością inżynieria środowiska. W 2007 otrzymał tytuł profesora nauk technicznych.
W 1990–1996 był prodziekanem Wydziału Budownictwa i Inżynierii Środowiska Politechniki Białostockiej, następnie przez sześć lat zajmował stanowisko dziekana tego wydziału. W 2008 został prorektorem ds. rozwoju i współpracy. W 2012 wybrany na rektora Politechniki Białostockiej na czteroletnią kadencję. W 2016 uzyskał reelekcję na kolejną kadencję.
W wyborach w 1997 ubiegał się o mandat poselski z listy Unii Wolności. W wyborach w 2002 kandydował z rekomendacji Platformy Obywatelskiej do sejmiku podlaskiego. Mandat radnego objął w 2005 w miejsce Krzysztofa Putry. W 2006 nie ubiegał się o reelekcję.

## Odznaczenia
Odznaczony Srebrnym (1993) i Złotym (2001) Krzyżem Zasługi.